# مسجد باروسي
مسجد باروسي (بالإنجليزية: Parrucë Mosque) (بالألبانية: Xhamia e Parrucës)، ويعرف أيضاً باسم مسجد باروكا، هو مسجد حديث يقع في مدينة شكودر، بمقاطعة شكودر، في ألبانيا.

## التاريخ
- بُني المسجد عام 1937.[3]

- تم هدمه في 23 مارس 1967 على يد النظام الشيوعي. تم إعادة الإعمار في عام 2006 على الطراز العثماني الأصلي.[4]

- بعد مرور 40 عامًا على تدمير المسجد القديم، تم تدشين مسجد باروكا في 23 مارس 2007.[5]